# Bahnhof Belsele

Der Haltepunkt Belsele ist ein Haltepunkt in der Teilgemeinde Belsele der belgischen Stadt Sint-Niklaas. Er liegt an der Bahnstrecke Antwerpen–Gent.

## Geschichte
Die Station wurde am 1. Mai 1899 an der Bahnstrecke Antwerpen–Gent eröffnet und hieß zur Unterscheidung Bahnhof Belsele-Dorp an der damaligen Strecke Grembergen–Sint-Niklaas ursprünglich Belsele-Noord. Am 2. Juni 1957 wurden die Personenzüge zwischen Sint-Niklaas und Gent durch Autobusse ersetzt und Belsele-Noord geschlossen.
Nach der Elektrifizierung der Strecke wurde der Haltepunkt am 3. Juni 1973 mit dem Namen Belsele wiedereröffnet.

## Verkehr

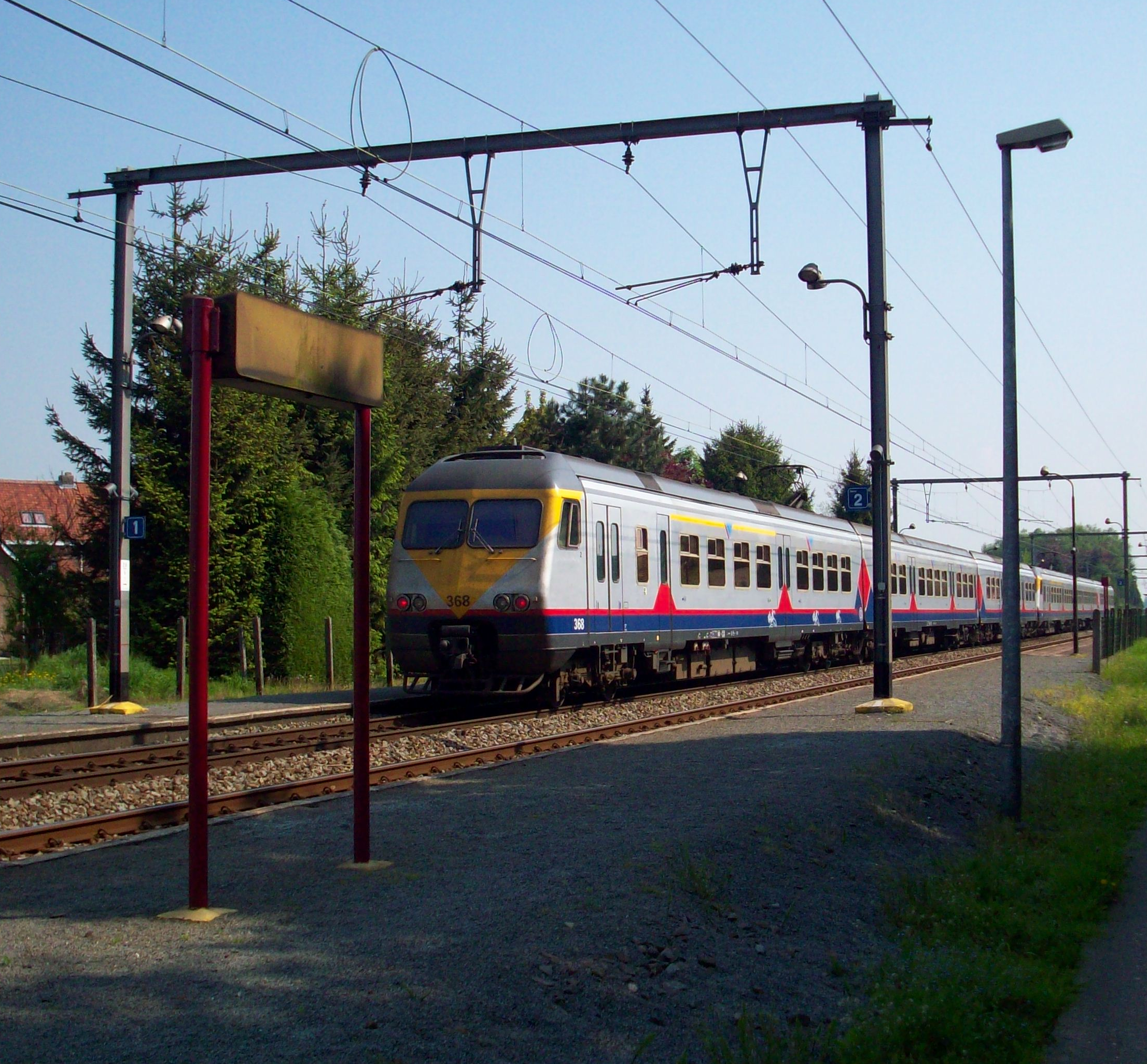
Ein AM 80 verlässt den Bahnhof Belsele, 2009

Zwischen 1977 und 2019 lag die Zahl der Reisenden an diesem Bahnhof an Werktagen zwischen 160 und 300, an Wochenenden zwischen 10 und 70.
| Linie | Verlauf                                                             | Verlauf                                                             | Takt  | Takt  |
| Linie | Verlauf                                                             | Verlauf                                                             | Mo–Fr | Sa–So |
| ----- | ------------------------------------------------------------------- | ------------------------------------------------------------------- | ----- | ----- |
| IC 26 | Sint-Niklaas – Belsele – Dendermonde – Brüssel – Doornik – Kortrijk | Sint-Niklaas – Belsele – Dendermonde – Brüssel – Doornik – Kortrijk | 1 h   | 1 h   |
| S 34  | Antwerpen-Centraal – Sint-Niklaas – Belsele – Lokeren               |                                                                     | 1 h   |       |
| S 53  | Antwerpen-Centraal – Sint-Niklaas – Belsele – Lokeren               | – Gent-Sint-Pieters                                                 |       | 1 h   |